# Протести у Вірменії (2020-2021)
Протести у Вірменії з 2020 року — заворушення і масові протести в Єревані, столиці Вірменії, після підписання угоди про припинення вогню в Нагірному Карабасі 10 листопада 2020 року. Тисячі людей вийшли на вулиці, і сотні людей штурмували будівлю парламенту після того, як прем'єр-міністр Нікол Пашинян оголосив про підписання документу припинення бойових дій з Азербайджаном через Нагірно-Карабахський регіон, після цілого місяця відступу.
Основною вимогою протестувальників є відставка прем'єр-міністра Вірменії Нікола Пашиняна.

## Передісторія
Нагірно-Карабахський конфлікт 2020 року закінчився перемогою Азербайджану і визволенням стратегічно важливого міста Шуші. Влада Вірменії, Азербайджану та РФ підписали договір про припинення вогню в Нагірному Карабасі і введення російських «миротворців» до зони конфлікту.

## Перебіг подій

### 2020

#### 10 листопада
Були бійки, коли протестувальники намагалися вийти на трибуну, щоб виступити, кричали, кидаючи пляшки.
Протестувальники захопили будівлю парламенту, зламавши металеві двері, і витягли голови Національних зборів Вірменії Арарату Мірзояна з машини, вимагаючи повідомити місцезнаходження Пашиняна. Мірзояна було побито й доставлено до лікарні, де йому зробили операцію.
Агентство новин Франс прес повідомило, що нечисленні поліцейські мало що зробили для запобігання заворушенням, протестувальники знаходились у коридорах урядової будівлі, де були відкриті двері.
Увечері 10 листопада група протестувальників пішла від будівлі уряду до будівлі парламенту, вимагаючи від влади відмовитися від домовленостей щодо Карабаху.

#### 11 листопада
Учасники протесту провели обшук в офісі Фонду Сороса «Відкрите суспільство» в Єревані. Шестеро осіб було затримано за підозрою в організації заворушень, закликах до захоплення влади і повалення конституційного ладу.
На площі Свободи в Єревані, де прихильники опозиції проводять мітинг, відбулися сутички між учасниками мітингу і силовиками. Троє міліціянтів постраждали. Служба нацбезпеки Вірменії затримала лідера опозиційної проросійської партії «Квітуча Вірменія» Гагіка Царукяна. Опозиція заявила про створення «Комітету національного порятунку». Поліціянти отримали підкріплення у вигляді внутрішніх військ, вони оточили площу Свободи, натомість, кількість протестувальників збільшувалась. Протягом дня в Єревані було затримано щонайменше 130 осіб. Ішхан Сагателян, представник опозиційної партії «Дашнакцутюн», на мітингу в центрі Єревану закликав протестувальників іти до будівлі уряду, кілька тисяч протестувальників зібралися на площі перед будівлею уряду країни, саму будівлю оточили поліціянти.
Служба національної безпеки Вірменії заарештувала прес-секретаря Республіканської партії Едуарда Шармазанова, колишнього заступником голови національних зборів.

#### 12 листопада
Було затримано 10 лідерів опозиції, влада звинуватила їх у організації масових акцій протесту. Серед затриманих: керівник опозиційної проросійської партії «Квітуча Вірменія» Гагік Царукян, представник опозиційної партії «Дашнакцутюн» Гегам Манукян, заступник голови опозиційної Республіканської партії Едуард Шармазанов та інші.
12 листопада мирні протести продовжилися біля сховища стародавніх рукописів і оперного театру. Були також затримані колишній міністр економіки Арцвік Мінасян від партії «Дашнакцутюн», Арсен Бабаян від партії «Батьківщина», Ара Акопян від партії «Національна повістка». Раніше затриманий голова партії «Квітуча Вірменія» Гагік Царукян був звільнений.

#### 13 листопада
13 листопада протести продовжилися. Знову було організовано ходу. До протестувальників приєдналися особи в уніформі стверджують що повернулися з фронту.

#### 14 листопада
Новинні сайти опублікували новина про знайдене тіло Ґарніка Петросяна — активіста, який увірвався в зал засідання парламенту під час протестів.
Заарештовано колишнього директор Служби національної безпеки Вірменії Артур Ванецян за підозрою в підготовці вбивства прем'єр-міністра Нікола Пашиняна.

#### 15 листопада
В Єревані проходили мітинги на підтримку командира добровольчого загону «Сісакан» Ашота Мінасяна обвинуваченого в підготовці організації вбивства прем'єр-міністра Вірменії.

#### 16 листопада
17 опозиційних партій організували на площі Свободи в Єревані мітинг з вимогою відставки Пашиняна та всього уряду країни. МЗС Вірменії Зограб Мнацаканян подав у відставку.

#### 18 листопада
Колишній начальник генерального штабу ЗС Вірменії, головний військовий інспектор Мовсес Акопян подав у відставку, заявивши про неправильні механізми мобілізації, покупку непотрібної техніки і винищувачів, неправильний розподіл військ, скорочення в армії, дезертирів. Після цих заяв його допитували в спеціальній слідчій службі.

#### 19 листопада
У Єревані протестувальники почали перекривати дороги, вимагаючи відставки прем'єр-міністра, частину протестувальників було затримано поліціянтами. Ару Айвазяна було призначено новим керівником МЗС.

#### 20 листопада
Міністр оборони Давид Тоноян подав у відставку, посла з особливих доручень Карена Мірзояна було звільнено. Представники партій «Дашнакцутюн», «Вітчизна», Республіканська партія Вірменії і «Квітуча Вірменія» продовжили акції і ходи, вимагаючи відставки прем'єр міністра, були затримані понад 80 осіб, в тому числі і голова молодіжного крила Республіканської партії Вірменії Айк Маміджанян, проти деяких з них було висунуто звинувачення в організації масових заворушень. Прес-секретар міністерства оборони Вірменії Шушан Степанян повідомила про свій відхід з посади.
3 грудня протести продовжились, було перекрито перехрестя вулиці Маштоца та Пушкіна, перехрестя вулиць Абовяна і Московяна, Терьяна та Московяна. 8 грудня закінчився термін, наданий Пашиняну для виходу у відставку, після цього в Єревані продовжилися протести. Мітингувальниками було перекрито дороги, поліціянти почали затримувати людей. 16 грудня в Єревані пройшли чергові щоденні протести з вимогою відставки Пашиняна.

### 2021
Наприкінчі січня протестувальники у Єревані штурмували генпрокуратуру, вимагаючи заарештувати Пашиняна.
20 лютого протести проти Пашиняна продовжились, представники опозиції заявили про можливе захоплення влади, протестувальники вимагали відставки прем'єра та його покарання. 23 лютого проетсти і затримання продовжилися. Протестувальники намагалися не пропустити Пашиняна до будівлі уряду, але перед цим туди було стягнуто суттєві сили поліціянтів. Вони оточили значну територію, обмеживши рух громадян. 27 лютого у Єревані пройшов марш за відставку Пашиняна.
3 березня Пашинян запропонував провести дострокові парламентські вибори. 9 березня протести продовжилися, у Єревані люди оточили парламент, почалися бійки. Опоцизійний кандидат у прем'єри від Руху за порятунок Батьківщини Вазген Манукян заявив, що навколо будівлі буде розбито намети, щоб депутати не могли пройти до парламенту.
18 березня Пашинян оголосив дату дострокових виборів у Вірменії, запланувавши проведення 20 червня 2021 року. 28 березня Пашинян заявив, що у квітні запланував піти у відставку з посади прем'єра.

## Аналіз
Директор єреванського «Центру регіональних досліджень» Річард Киракосян заявив, що не очікує різкої зміни влади через нечисленність протестів і непопулярності опозиції, але підкреслив, що Пашиняну необхідно відновити спокій і впевненість в найближчі тижні, що, на думку Гирагосяна, буде непросто.